# Carl Ludwig Wilhelm von Grolmann
Carl Ludwig Wilhelm Grolman (från 1812 von Grolmann), född 23 februari 1775 i Giessen, död 14 februari 1829 i Darmstadt, var en tysk jurist och politiker.
Grolmann blev 1798 extra ordinarie, 1800 ordinarie professor i rättsvetenskap vid Giessens universitet, 1816 ordförande i lagkommissionen i Darmstadt, 1819 statsminister samt 1821 inrikesminister och konseljpresident i storhertigdömet Hessen-Darmstadt. Grolmann är främst känd för sin teori om straffets ändamål, enligt vilken han mot sin berömde samtida Paul Johann Anselm von Feuerbach gjorde gällande, att strafflidandets storlek inte bör avvägas efter behovet att avskräcka andra från brott utan uteslutande med hänsyn till vad som krävs för förbrytarens egna korrigering (så kallad specialpreventionsteori). 
Denna framställde han första gången i Grundsätze der Kriminalrechtswissenschaft (1798; fjärde upplagan 1825) och närmare i arbetet Ueber die Begründung des Strafrechts und der Strafgesetzgebung (1799). Han författade dessutom bland annat Theorie des gerichtlichen Verfahrens in bürgerlichen Rechtsstreitigkeiten (1800; femte upplagan 1826), Ausführliches Handbuch über den Code Napoléon (1810–12; ofullbordad).